# Café Métropole (Bruxelles)
Pour les articles homonymes, voir Café Métropole.
Le Café Métropole est un édifice de style éclectique construit en 1872 à Bruxelles en Belgique par l'architecte Gédéon Bordiau, à la suite des travaux de voûtement de la Senne et de la création des « boulevards du Centre ».
L'immeuble a remporté le treizième prix du concours d'architecture organisé par la Ville de Bruxelles en 1872-1876.

## Localisation
L'immeuble se dresse aux numéros 33-35 de la place de Brouckère, face à l'Hôtel Continental de l'architecte Eugène Carpentier et à gauche de l'Hôtel Métropole, situé au numéro 31.
Il se situe dans un quartier très riche en immeubles éclectiques, comme la Maison des chats de l'architecte Henri Beyaert (premier prix au même concours), l'Immeuble « Le Printemps » (quatrième prix, architecte Adolphe Vanderheggen), la Maison Thonet (Bruxelles) (septième prix, architecte Félix Laureys), la Maison presbytérale de l'église Notre-Dame du Finistère (huitième prix, architecte Constant Almain de Hase) ainsi que le Passage du Nord (architecte Henri Rieck).

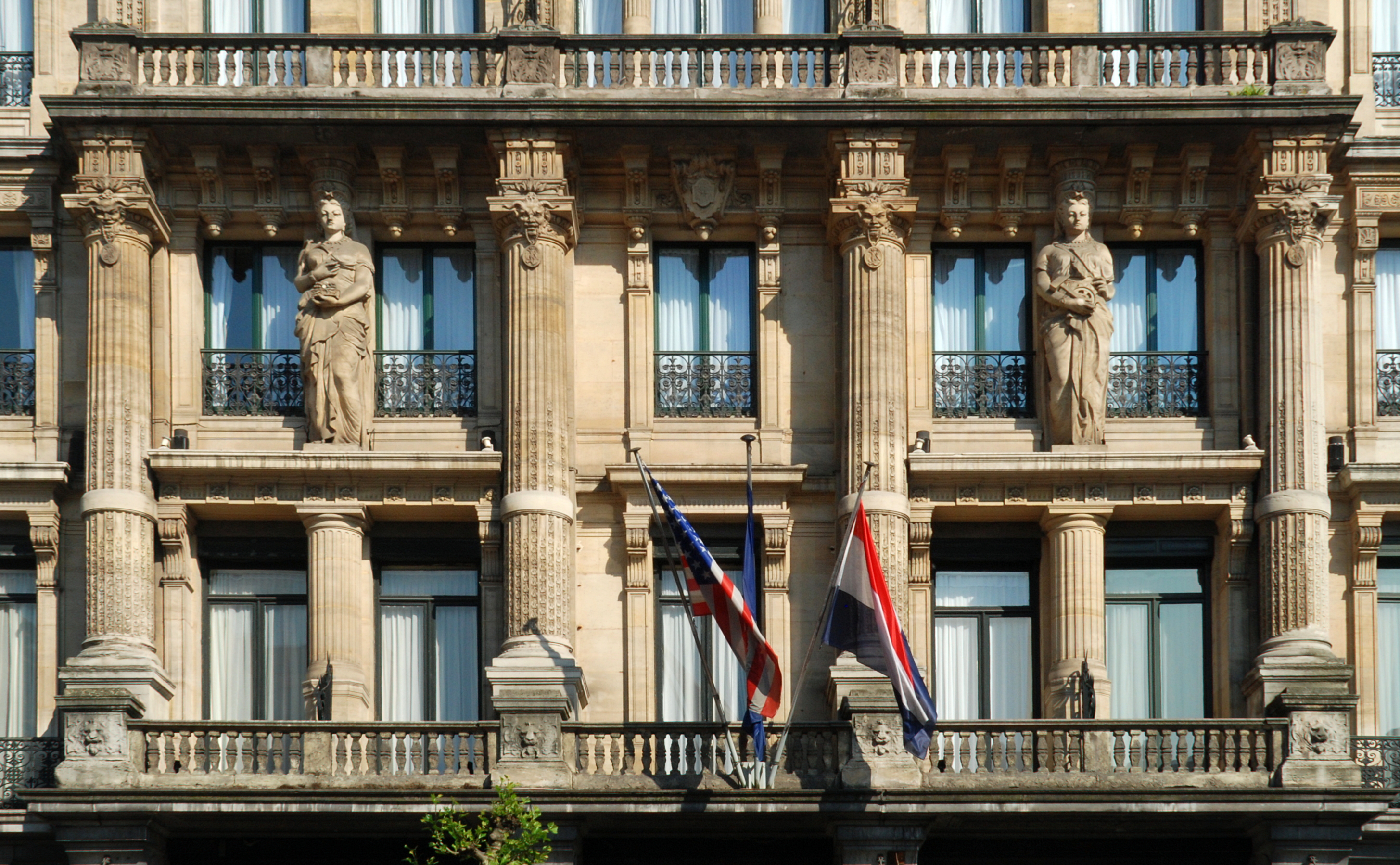
Colonnes d'ordre colossal, cariatides et balcon.

## Historique

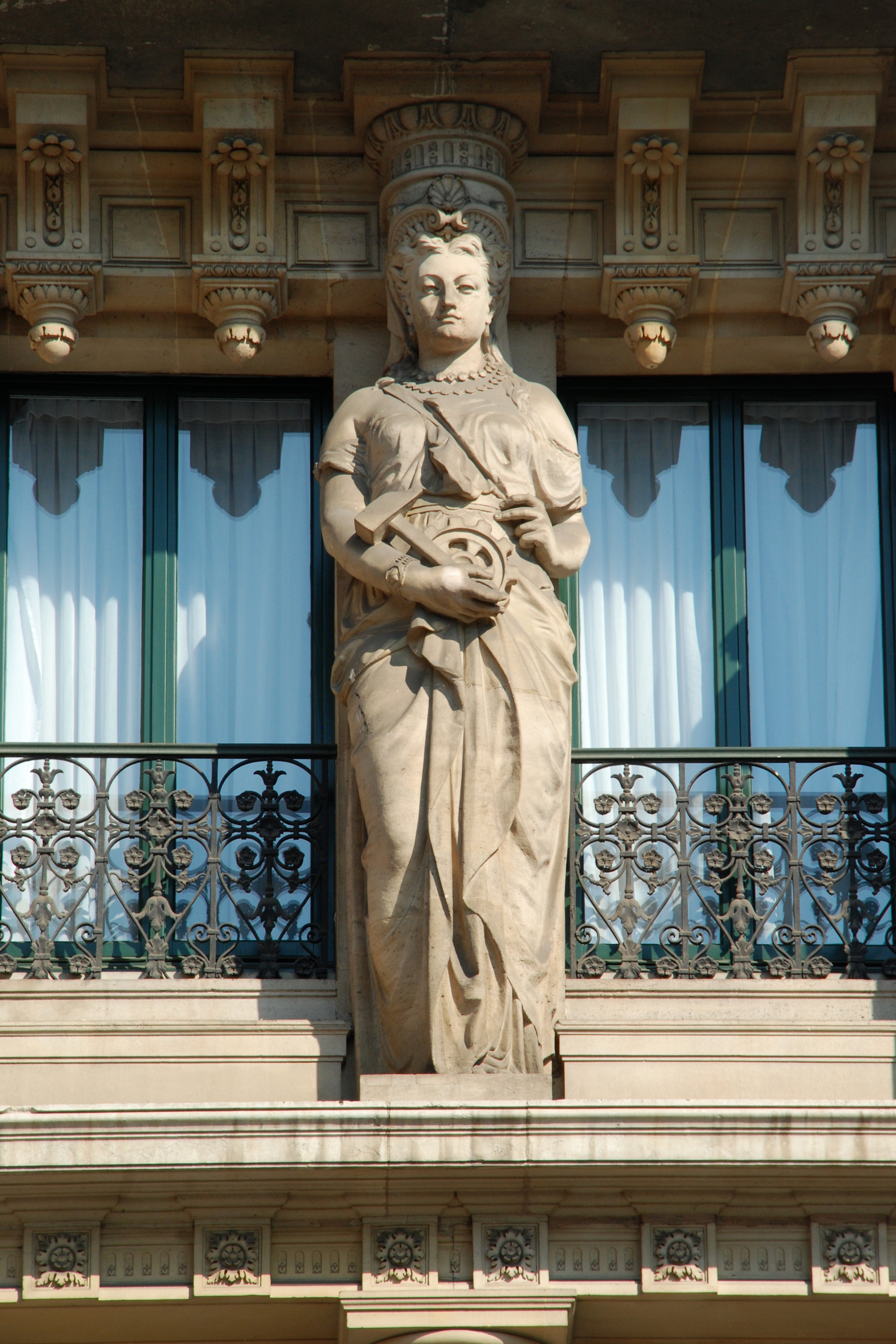
Cariatide de E. Mélot.

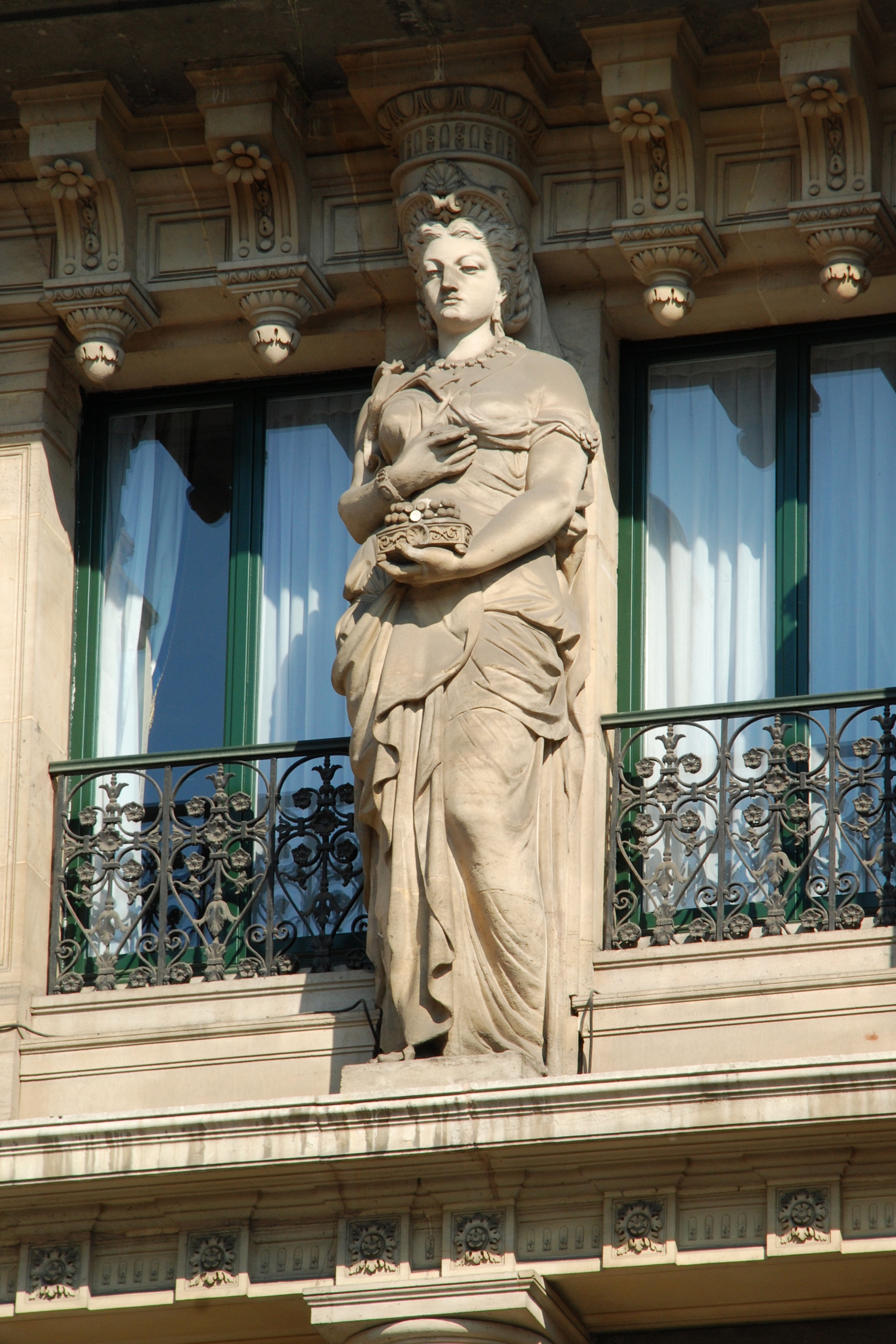

### Voûtement de la Senneet création des boulevards du Centre
Décrite, au XVIIIe siècle encore, comme une rivière au « cours utile et agréable », la Senne n'est plus, au siècle suivant, qu'un « dépotoir, non seulement des industries groupées sur ses bords, mais de toutes les maisons riveraines ».
En 1865, le roi Léopold II, s'adressant au jeune bourgmestre de Bruxelles Jules Anspach, formule le vœu que Bruxelles « réussira à se débarrasser de ce cloaque qu'on appelle la Senne » avant la fin de son règne.
En octobre 1865, le conseil communal de la ville de Bruxelles adopte un projet établi par l'architecte Léon Suys qui vise à supprimer les bras secondaires de la rivière, à rectifier le cours sinueux de son bras principal et à le voûter entre la gare du Midi et le nord de la ville.
C'est ainsi qu'apparaissent les boulevards du centre (nommés initialement boulevard du Hainaut, Central, du Nord et de la Senne et renommés ultérieurement boulevard Lemonnier, Anspach, Max et Jacqmain).

### Concours d'architecture
Afin de stimuler la reconstruction aux abords de ces boulevards, la Ville de Bruxelles organise deux concours d'architecture pour les périodes 1872-1876 et 1876-1878, en laissant la plus grande liberté aux architectes : aucune unité de style n'est recherchée ni imposée et la composition monumentale sera de facto éclectique tout au long de cette immense perspective.

### Construction
C'est dans ce contexte de création des « boulevards du Centre » que l'architecte Gédéon Bordiau conçoit cet immeuble en 1872.
L'édifice remporte le treizième prix du concours d'architecture organisé par la Ville de Bruxelles en 1872-1876.

### Le Café Métropole
L'immeuble est acheté en 1890 par les brasseurs Wielemans-Ceuppens pour y ouvrir le Café Métropole.
Ses étages sont annexés par l'Hôtel Métropole voisin et remaniés en 1926.

## Activité
Ouvert pour la première fois en 1890, le café Métropole avait fermé ses portes fin avril 2013 avec la promesse d'une réouverture prochaine. Ce fût chose faite le vendredi 21 février 2014, les Bruxellois, habitués du quartier ou promeneurs de passage autour de l'historique place de Brouckère, les clients de l'Hôtel Métropole ou les touristes, ont pu redécouvrir ce café séculaire ancré dans la tradition bruxelloise. 
Grâce à cette pause, nécessaire et revitalisante, le défi d'apporter un nouveau souffle à ce décor historique a été relevé. Ce palais Art Nouveau n'avait rien perdu de son âme. L'intérieur et l'extérieur du bâtiment étant classés, aucun changement majeur n'a pu être engagé et visuellement les touches apportées sont subtiles et délicates. Les clients peuvent ainsi choisir, comme auparavant, entre se poser dans le cadre intime et somptueux de l'intérieur du café ou prendre le pouls de la ville, été comme hiver, en s'attablant à la terrasse, qui, a été agrandie, donnant sur la trépidante place de Brouckère. 
Le café Métropole propose 80 places à l'intérieur et 150 à l'extérieur, réparties en deux terrasses distinctes durant l'été.
Ils ont fermés définitivement en 2021 en espérant revenir dans quelques années

## Accessibilité
| ___ | Ce site est desservi par la station de métro : De Brouckère. |